# John Entwistle
John Alec Entwistle (n. 9 octombrie 1944, Middlesex, Anglia, Regatul Unit – d. 27 iunie 2002, Las Vegas, Nevada, SUA) a fost un basist, compozitor și cântăreț, cel mai bine cunoscut ca basist al formației de muzică rock, The Who. Stilul său agresiv a influențat basiști precum Steve Harris, Geddy Lee, Phil Lesh, Cliff Burton, Billy Sheehan, Lemmy Kilmister și Chris Squire.
Până în momentul morții, Entwistle deținea o colecție de peste 200 de instrumente, lucru ce reflectă diferitele branduri folosite de-a lungul carierei: chitare bas Fender și Rickenbacker în anii '60, Alembic în anii '70 sau Warwick în anii '80.